# Hrubý Šúr
Hrubý Šúr (od 1920 do 1927 Šúr) – wieś (obec) na Słowacji położona w kraju bratysławskim, w powiecie Senec. Pierwsza pisemna wzmianka o miejscowości pochodzi z 1245 roku.
We wsi znajduje się rzymskokatolicka kaplica św. Trójcy z 1970 roku.